# Бюрхолм
Бюрхолм (на шведски: Bjurholm) е малък град в северната част на централна Швеция, лен Вестерботен. Главен административен център на едноименната община Бюрхолм. Разположен е около река Йореелвен. Намира се на около 520 km на северозапад от централната част на столицата Стокхолм и на 60 km на запад от главния град на лена Умео. Населението на града е 968 жители според данни от преброяването през 2010 г.